# Пустошка
Пусто́шка — город (с 1925) в России, административный центр Пустошкинского района Псковской области. Образует одноимённое городское поселение.

## География
Город расположен на реке Крупея, на Великорецкой равнине. Он находится на пересечении федеральных трасс М9 «Балтия» и М20 Санкт-Петербург — Псков — граница с Белоруссией. Рядом с городом располагается одноимённая железнодорожная станция на линии Москва — Рига в 191 км к юго-востоку от Пскова.

## История

### Посёлок Пустошка
Возник как посёлок при станции Пустошка Московско-Виндавской железной дороги (открыта 9 сентября 1900 года). Под строительство станции у крестьян деревни Звяги был выкуплен земельный участок-пустошь, отсюда и название — Пустошка. Краеведы утверждают впрочем, что это название ранее относилось к существовавшему неподалёку сельскому поселению, возникшему как ям Пустой Ржевы), вероятно, в середине XVI века.
Первые жители в пристанционном посёлке появились сразу же, как только паровозы стали курсировать по железнодорожной ветке. Здесь поселились торговцы (скупавшие в окрестных деревнях лён, кожи, скот), ремесленники (кузнец, жестянщик, бондарь), каменщики, извозчики и бывшие крестьяне, ставшие грузчиками. Тут же появились лавка и питейное заведение.
До Октябрьской революции посёлок Пустошка входил в состав Соинской волости Себежского уезда Витебской губернии. В 1920 году из Соинской и Березянской волостей была создана Пустошкинская волость, и посёлок Пустошка стал её центром. 15 февраля 1923 года волость была укрупнена (к ней отошла часть Алольской волости). 24 марта 1924 года Витебская губерния была упразднена, а Пустошка вместе со всем Себежским уездом отошла к Псковской губернии.

### Город Пустошка
Декретом ВЦИК от 6 июня 1925 года посёлок Пустошка получил статус города. В соответствии с Постановлением Президиума ВЦИК от 1 августа 1927 года, упразднявшим в рамках проводимой в СССР административно-территориальной реформы деление на губернии и уезды, город Пустошка вошёл в состав Великолукского округа Ленинградской области, став административным центром новообразованного Пустошкинского района. В это время численность жителей в городе превышала 1000 человек; крупнейшим предприятием города (30 рабочих) была мастерская по изготовлению плугов, работал дегтярный завод, три кузницы, кустарные предприятия по выделке кож и производству колбас, несколько бытовых мастерских.
Постановлениями Президиума ВЦИК от 3 и 17 июня 1929 года Пустошка и Пустошкинский район вместе со всем Великолукским округом были переданы в состав Западной области (центр — Смоленск). Постановлением ВЦИК и СНК СССР от 23 июля 1930 года Великолукский округ был упразднён. Постановлением Президиума ВЦИК от 29 января 1935 года вся территория бывшего Великолукского округа, включая Пустошку и Пустошкинский район, передавалась в состав новообразованной Калининской области (центр — Калинин), причём 5 февраля 1935 года Великолукский округ был — уже в составе Калининской области — восстановлен, но вновь упразднён 4 мая 1938 года; теперь Пустошка и Пустошкинский район были включены в состав Опочецкого пограничного округа Калининской области. Указом Президиума Верховного Совета РСФСР от 5 февраля 1941 года Опочецкий пограничный округ был упразднён.
После начала Великой Отечественной войны 22 июня 1941 года уже на следующей день в городе началась мобилизация. 25 июня на город были сброшены первые авиабомбы, после чего немецкая авиация наведывалась в город почти каждый день. 11 июля в связи с приближением немецких войск из Пустошки эвакуировались последние учреждения, и в тот же день шоссе Ленинград — Киев было перерезано передовыми частями 16-й немецкой армии. 16 июля 1941 года её части вступили в город.
С февраля по начало марта 1942 года в Пустошке происходили расстрелы евреев — узников гетто (погибло около 100 человек). Из-за своего важного стратегического расположения (у двух трасс и станции) город привлекал внимание советских партизан, которые успешно пускали поезда противника под откос. В частности, 1 ноября 1943 года стрелочник железнодорожной станции Пустошка A. C. Портнов дал одному немецкому поезду знак остановки, а второму эшелону просигналил, что путь свободен, и тот на полном ходу врезался в стоящий состав. В результате более чем на сутки была выведена из строя железная дорога.
Пустошка была освобождена 27 февраля 1944 года войсками 119-й гвардейской Режицкой Краснознамённой стрелковой дивизии (командир генерал-майор П. М. Шафаренко; сформирована в октябре 1943 года из двух гвардейских морских бригад) и 312-й Смоленской Краснознамённой орденов Суворова и Кутузова стрелковой дивизии (командир генерал-майор А. Г. Моисеевский), входивших в 7-й гвардейский стрелковый корпус 10-й гвардейской армии 2-го Прибалтийского фронта в ходе Старорусско-Новоржевской операции. Атака началась на рассвете, но город удалось освободить в результате тяжёлых и упорных боёв лишь к исходу дня.
Город к моменту освобождения подвергся сильнейшему разрушению и был фактически стёрт с лица земли. Целым оставалось лишь одно здание — районная больница, но она оказалась заминированной: взрыв, раздавшийся в ночь с 7 на 8 марта, унёс жизни многих советских воинов.
22 августа 1944 года Указом Президиума Верховного Совета СССР была образована Великолукская область (центр — Великие Луки), в состав которой вошли город Пустошка и Пустошкинский район. Указом Президиума Верховного Совета РСФСР от 2 октября 1957 года эта область упразднялась, а Пустошка и Пустошкинский район отошли к Псковской области.
27 июля 1969 года у здания районной администрации в Пустошки был открыт обелиск в честь «освободителей города от немецко-фашистских захватчиков»; открытие было приурочено к «25-летию освобождения Пустошкинского района от немецко-фашистских захватчиков».

## Население
| 1926  | 1931  | 1939  | 1959  | 1970  | 1979  | 1989  | 1992  | 1996  |
| ----- | ----- | ----- | ----- | ----- | ----- | ----- | ----- | ----- |
| 1600  | →1600 | ↗2591 | ↗3325 | ↗4502 | ↗5313 | ↗6305 | ↘6300 | ↘6200 |
| 1998  | 2002  | 2004  | 2005  | 2006  | 2007  | 2008  | 2009  | 2010  |
| ↘6100 | ↘5509 | ↘5381 | ↘5257 | ↘5130 | ↘5003 | ↘4913 | ↘4781 | ↘4619 |
| 2011  | 2012  | 2013  | 2014  | 2015  | 2016  | 2017  | 2018  | 2019  |
| ↘4603 | ↘4493 | ↘4385 | ↘4295 | ↘4271 | ↘4186 | ↘4083 | ↘4017 | ↘3977 |
| 2020  | 2021  |       |       |       |       |       |       |       |
| ↘3862 | ↗4070 |       |       |       |       |       |       |       |

На 1 января 2025 года по численности населения город находился на 1097-м месте из 1124 городов Российской Федерации.
Национальный состав
По итогам переписи населения 2020 года проживали следующие национальности (национальности менее 0,1 % и другое, см. в сноске к строке «Другие»):
| Национальность | Численность, чел. | Доля     |
| -------------- | ----------------- | -------- |
| Русские        | 3908              | 96,02 %  |
| Белорусы       | 36                | 0,88 %   |
| Украинцы       | 18                | 0,44 %   |
| Азербайджанцы  | 16                | 0,39 %   |
| Чеченцы        | 11                | 0,27 %   |
| Киргизы        | 5                 | 0,12 %   |
| Даргинцы       | 5                 | 0,12 %   |
| Другие         | 71                | 1,76 %   |
| Итого          | 4070              | 100,00 % |

## Экономика
Так называемым «градообразующим предприятием» Пустошки является пересечение двух Федеральных трасс М9 и М20 .Также есть лесхоз
, промкомбинат (деревообработка), хлебокомбинат (закрыт), нефтебаза (закрыта).

## Климат
Климат Пустошки — переходный от умеренно морского к умеренно континентальному, с мягкой зимой и тёплым летом. Осадков больше выпадает летом и ранней осенью. Частые тёплые циклоны зимой обуславливаются влиянием Гольфстрима.
- Среднегодовая скорость ветра — 3,2 м/с
- Средняя годовая температура — +7,5 °C
- Среднегодовая влажность воздуха — 83 %

| \| Показатель \| Янв. \| Фев. \| Март \| Апр. \| Май \| Июнь \| Июль \| Авг. \| Сен. \| Окт. \| Нояб. \| Дек. \| Год \| \| ----------------------------- \| ----- \| ----- \| ----- \| ----- \| ---- \| ---- \| ---- \| ---- \| ---- \| ----- \| ----- \| ----- \| ----- \| \| Абсолютный максимум, °C \| 11,8 \| 12,3 \| 19,5 \| 27,6 \| 32,0 \| 32,6 \| 35,0 \| 37,0 \| 30,3 \| 22,6 \| 15,1 \| 11,8 \| 37,0 \| \| Средний суточный максимум, °C \| −2 \| −1 \| 4,4 \| 12,4 \| 19,0 \| 24,2 \| 24,5 \| 23,2 \| 17,0 \| 11,0 \| 4,0 \| −1 \| 9,6 \| \| Средняя температура, °C \| −4,5 \| −4,5 \| 0,2 \| 7,0 \| 13,5 \| 18,0 \| 19,3 \| 18,0 \| 13,2 \| 7,5 \| 1,5 \| −3 \| 7,0 \| \| Средний суточный минимум, °C \| −8 \| −9 \| −4 \| 2,0 \| 7,4 \| 11,8 \| 14,5 \| 13,2 \| 10,0 \| 5,4 \| −1,5 \| −5,2 \| 1,7 \| \| Абсолютный минимум, °C \| −40,6 \| −37,6 \| −29,7 \| −20,9 \| −5,1 \| −0,1 \| 2,7 \| 1,3 \| −4,6 \| −12,5 \| −23,8 \| −40,3 \| −40,6 \| \| Норма осадков, мм \| 42 \| 32 \| 32 \| 35 \| 72 \| 86 \| 88 \| 77 \| 70 \| 63 \| 50 \| 45 \| 708 \| \| Источник: Погода и климат \| \| \| \| \| \| \| \| \| \| \| \| \| \| |       |       |       |       |      |      |      |      |      |       |       |       |       |
| Показатель | Янв.  | Фев.  | Март  | Апр.  | Май  | Июнь | Июль | Авг. | Сен. | Окт.  | Нояб. | Дек.  | Год   |
| Абсолютный максимум, °C | 11,8  | 12,3  | 19,5  | 27,6  | 32,0 | 32,6 | 35,0 | 37,0 | 30,3 | 22,6  | 15,1  | 11,8  | 37,0  |
| Средний суточный максимум, °C | −2    | −1    | 4,4   | 12,4  | 19,0 | 24,2 | 24,5 | 23,2 | 17,0 | 11,0  | 4,0   | −1    | 9,6   |
| Средняя температура, °C | −4,5  | −4,5  | 0,2   | 7,0   | 13,5 | 18,0 | 19,3 | 18,0 | 13,2 | 7,5   | 1,5   | −3    | 7,0   |
| Средний суточный минимум, °C | −8    | −9    | −4    | 2,0   | 7,4  | 11,8 | 14,5 | 13,2 | 10,0 | 5,4   | −1,5  | −5,2  | 1,7   |
| Абсолютный минимум, °C | −40,6 | −37,6 | −29,7 | −20,9 | −5,1 | −0,1 | 2,7  | 1,3  | −4,6 | −12,5 | −23,8 | −40,3 | −40,6 |
| Норма осадков, мм | 42    | 32    | 32    | 35    | 72   | 86   | 88   | 77   | 70   | 63    | 50    | 45    | 708   |
| Источник: Погода и климат |       |       |       |       |      |      |      |      |      |       |       |       |       |

| С-З |                                                       | Псков ~ 190 км Санкт-Петербург ~ 473 км Таллин ~ 506 км |                                                          | С-В |
| З   | Даугавпилс ~ 245 км Вильнюс ~ 402 км Варшава ~ 835 км | Роза ветров                                             | Тверь ~ 441 км Великий Новгород ~ 411 км Москва ~ 548 км | В   |
| Ю-З |                                                       | Смоленск ~ 310 км Витебск ~ 153 км Киев ~ 751 км        |                                                          | Ю-В |

## Транспорт
В городе находится железнодорожная станция Пустошка. По данным на лето 2023 года, здесь проходл единственный поезд № 6509/6510 сообщением Великие Луки — Себеж.
До 2012 года до Пустошки можно было доехать в вагонах беспересадочного сообщения из Москвы и Петербурга.
29 мая 2015 года Федеральная пассажирская компания организовала мультимодальный маршрут Москва — Великие Луки — Себеж. Пассажирам предлагалось доехать до Великих Лук на поезде, где их ожидал согласованный по времени отправления автобус, который следовал дальше с остановками в Новосокольниках, Пустошке, Идрице и Себеже.
1 марта 2018 года этот маршрут был отменен в связи с назначением остановок в Пустошке и Идрице поезду № 1/2 Москва — Рига (в составе этого поезда курсировали вагоны беспересадочного сообщения Петербург — Рига). После отмены поезда № 1/2 в марте 2020 года прямое железнодорожное сообщение Москвы и Петербурга с Пустошкой, Идрицей и Себежем утрачено.
Из Петербурга и Москвы до Пустошки регулярно ходят автобусы (несколько рейсов в день). Осуществляется пригородное автобусное сообщение.

## Достопримечательности
- В районе города — археологические памятники эпохи неолита, а также остатки городищ и курганы I тысячелетия до н. э. — I тысячелетия н. э.
- Пустошкинская церковь преподобного Сергия Радонежского была заложена в 1997 году. До этого момента в населённом пункте не было храмовых сооружений. В 2000 году церковь была освящена, а в 2009 году получила собственные колокола[37].
- В 15 км к северо-западу от Пустошки, на озере Зверино — турбаза «Алоль», получившая известность как центр российского спортивного ориентирования.
- Пустошкинский историко-краеведческий музей[38]

### Фотографии

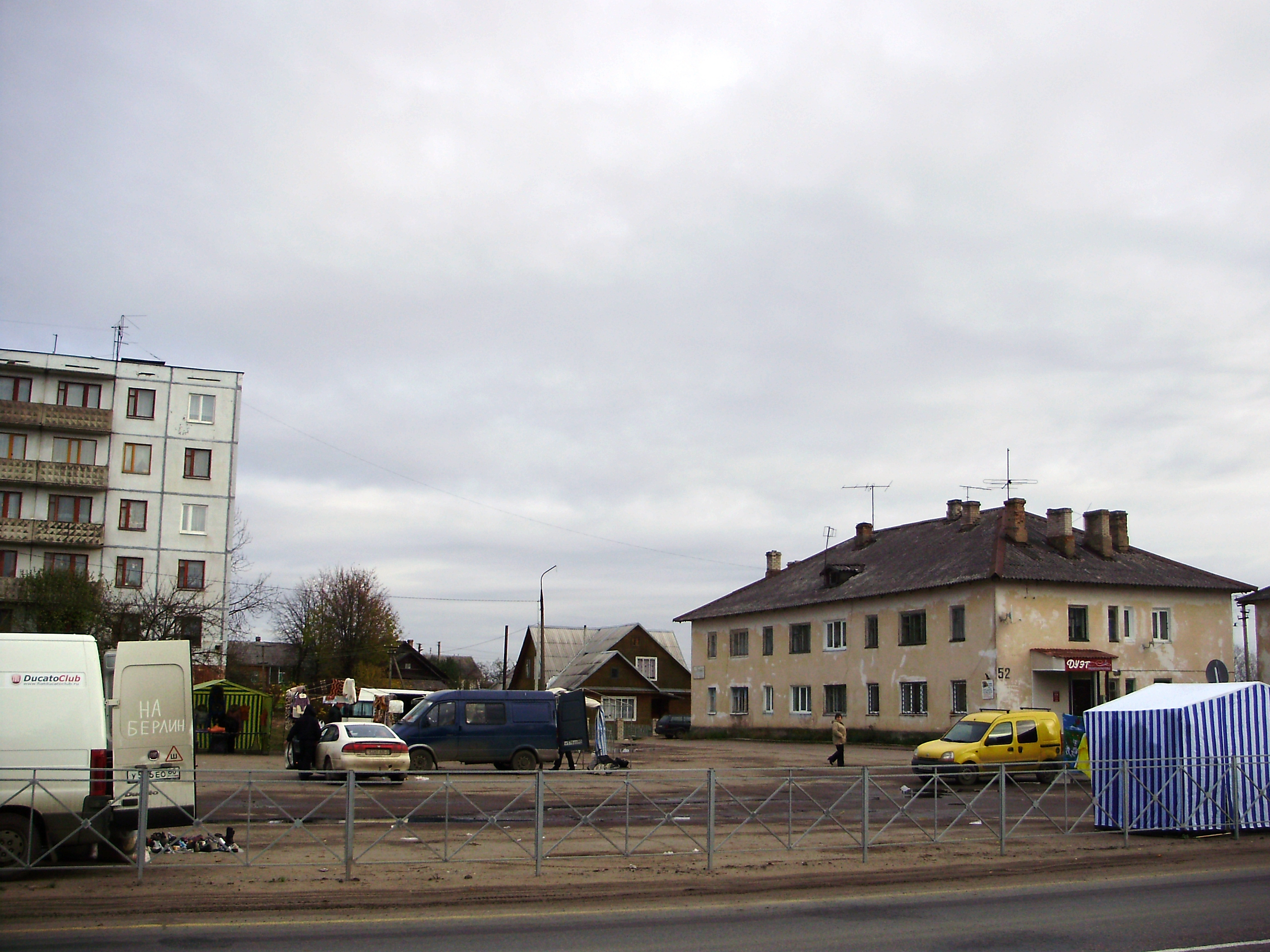
Стихийный рынок в центре Пустошки
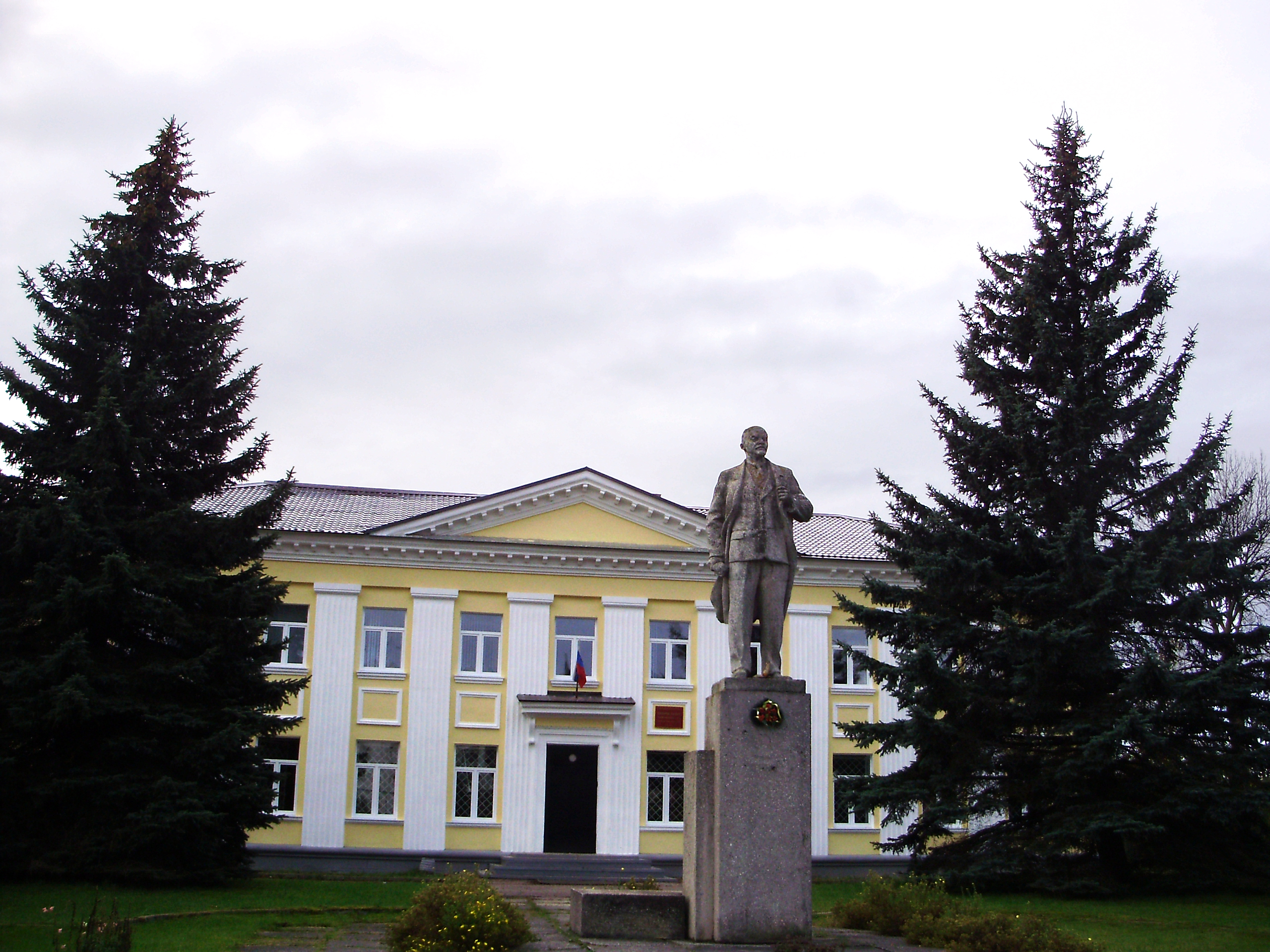
Районный суд в Пустошке
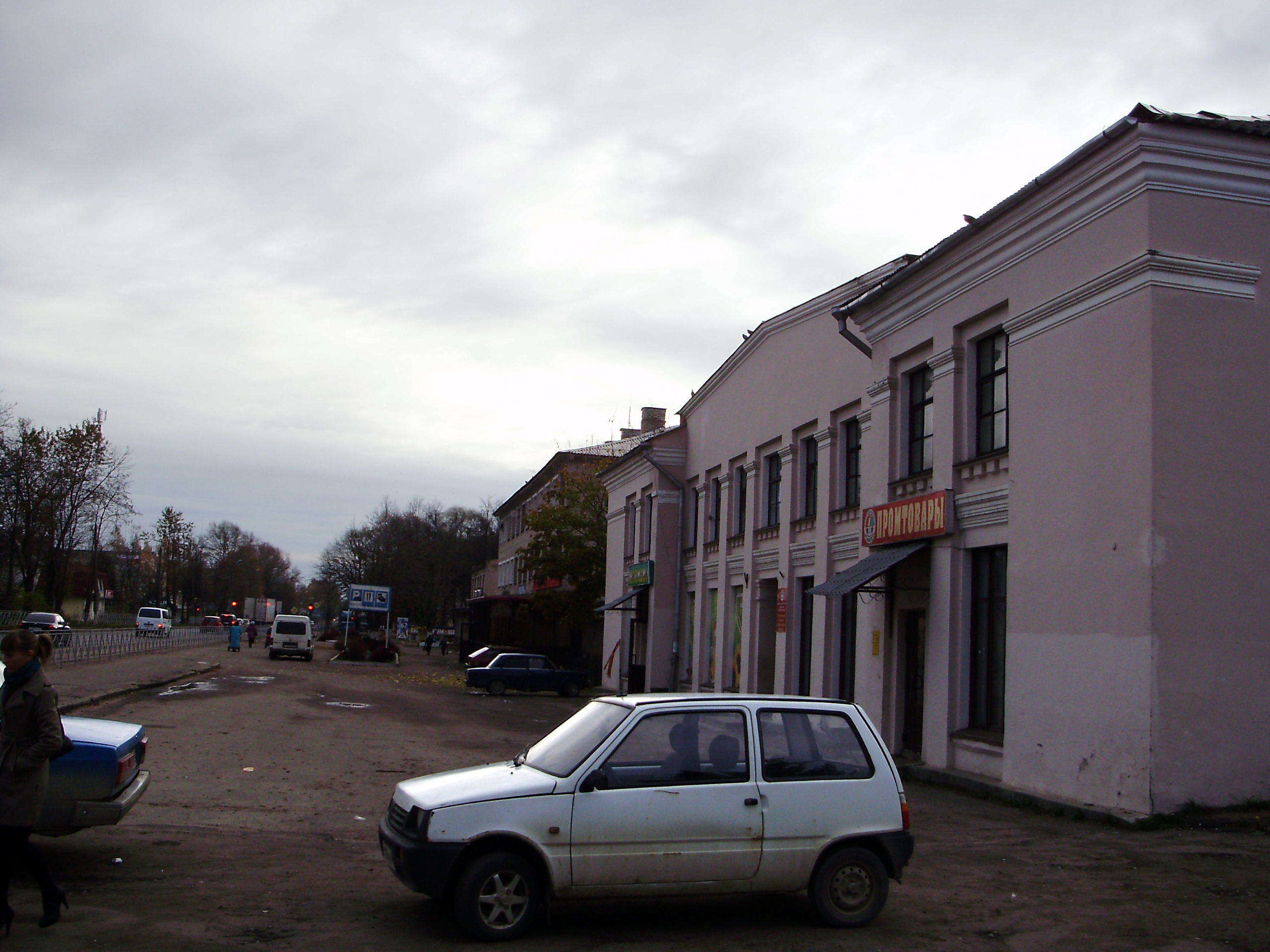
Промтоварный магазин в Пустошке